# Mahamanjushri-Nagarkot
Mahamanjushri-Nagarkot (Nepali महामञ्जुश्री–नगरकोट) ist eine Stadt (Munizipalität) im Kathmandutal in Nepal und gehört zum Ballungsraum Kathmandu.
Die Stadt liegt im Nordosten des Distrikts Bhaktapur und grenzt im Südwesten an die Distrikthauptstadt Bhaktapur. Sie entstand Ende Dezember 2014 durch Zusammenschluss der Village Development Committees (VDCs) Bageshwari, Nagarkot, Sudal und Tathali.
Das Stadtgebiet umfasst 34,7 km².

## Einwohner
Bei der Volkszählung 2011 hatten die VDCs, aus welchen die Stadt Mahamanjushri-Nagarkot entstand, 22.908 Einwohner (davon 10.927 männlich) in 4936 Haushalten.